# Laury Sarti
Laury Sarti (* 1979) ist eine luxemburgische Mediävistin.

## Leben
Laury Sarti studierte Geschichte und Klassische Archäologie an der Universität Luxemburg, der Université Saint-Louis in Brüssel, der Freien Universität Berlin und der Universität Hamburg. Im Jahr 2013 wurde sie bei Hans-Werner Goetz mit einer Arbeit zur Bedeutung von Krieg und dem Militär als Faktor des Wandels am Übergang von der Antike zum Mittelalter promoviert. Von 2013 bis 2017 war sie an der Freien Universität Berlin am Arbeitsbereich Geschichte der Spätantike und des frühen Mittelalters als Wissenschaftliche Assistentin von Stefan Esders tätig. Ab 2016 leitet sie das bei der Fritz-Thyssen Stiftung gemeinsam mit Stefan Esders eingeworbene Projekt Militarisierung frühmittelalterlicher Gesellschaften. Seit 2017 ist sie Akademische Rätin a. Z. am Historischen Seminar der Albert-Ludwigs-Universität Freiburg. Neben ihrer Forschungsarbeit zum Militär im Frankenreich, Italien und England beschäftigt sie sich mit der Frage nach der Bedeutung des Byzantinischen Reiches für den mittelalterlichen Westen und Mobilität.
In ihrer Dissertation untersuchte Sarti die Wahrnehmung von Krieg und die Wertvorstellungen der Kriegsführenden in Gallien am Übergang von der Antike zum Mittelalter und zeigt auf, dass die kontinuierliche Konfrontation zu Krieg und Gewalt ein für die Entstehung 'mittelalterlicher' Gesellschaftsstrukturen essentieller Faktor darstellte. Im Rahmen des von der European Science Foundation geförderten Projekts Transformation of the Roman World war Krieg als Faktor des Wandels nicht berücksichtigt worden. Weitere Forschungsarbeiten von Sarti verwenden die Begriffsanalyse zur Aufdeckung gesellschaftlicher Veränderungen. So hat sie z. B. einen Bedeutungswandel des Begriffs miles (Soldat/Ritter) zwischen dem frühen 6. und frühen 8. Jahrhundert aufgedeckt, ein Wort, das sich innerhalb des merowingischen Gallien ausschließlich auf Gefangenenaufseher bezog. Diesen Befund verbindet Sarti mit dem Ende des römischen Militärwesens, das erneute Aufkommen der Verwendung des Begriffs als Benennung des Kriegers deutet sie im Rahmen der zunehmenden Professionalisierung des karolingischen Heerwesens.
Weitere Studien befassen sich mit den Begriffen Romanus und Graecus und zeichnen einen Entfremdungsprozess zwischen dem fränkischen Westen und dem Byzantinischen Reich nach, in dessen Verlauf die Franken sich von den Byzantinern ab- und dem Papst zuwandten. Ähnlich wie im päpstlichen Italien benannte Romanus in den fränkischen Quellen seit dem 8. Jahrhundert vorwiegend den Papst und den christlich-katholischen Glauben. Der fränkische Kaisertitel imperator Romanum gubernans imperium bezog sich damit weniger auf die historischen Vorbilder als auf den christlichen Glauben.

## Schriften (Auswahl)
- Orbis Romanus. Byzantium and the Legacy of Rome in the Carolingian World, Oxford: Oxford University Press, 2024, ISBN 9780197746523.
- Perceiving War and the Military in Early Christian Gaul (400–700)(= Brill's Series on the Early Middle Ages, Bd. 22). Leiden/Boston: Brill, 2013, ISBN 978-90-04-25805-1.
- Westeuropa zwischen Antike und Mittelalter (Geschichte kompakt: Mittelalter). Darmstadt: Wissenschaftliche Buchgesellschaft, 2023. ISBN 978-3-534-27537-3.
- mit Rodolphe Keller (Hrsg.): Pillages, tributs, captifs. Prédation et sociétés de l’Antiquité tardive au haut Moyen Âge (Histoire ancienne et médiévale, Bd. 153), Paris: Éditions de la Sorbonne, 2018, ISBN 979-10-351-0049-0.
- mit Yitzhak Hen, Stefan Esders und Yaniv Fox (Hrsg.): East and West in the Middle Ages. The Merovingian Kingdoms in Mediterranean Perspective, Cambridge: Cambridge University Press, 2019, ISBN 9781316941072
- mit Guido M. Berndt, Ellora Bennett und Stefan Esders (Hrsg.), Early Medieval Militarisation, Manchester: Manchester University Press, 2021.